# Kirakira
Kirakira je hlavní město provincie Makira a Ulawa na Šalomounových ostrovech. Kirakira se nachází při severním pobřeží ostrova Makira, (dříve San Cristobal), největším ostrově v provincii. V roce 2013 zde žilo 2461 obyvatel.

## Zemětřesení
V roce 2016 bylo město zasaženo několika otřesy se silou přes 6 i 7 stupňů momentové stupnice.